# Concarán
Concarán est une localité de la province de San Luis, en Argentine, et le chef-lieu du Département de Chacabuco. Elle est située à 152 km au nord-est de San Luis, la capitale provinciale.